# Chenopodiopsis
Chenopodiopsis, biljni rod iz porodice Scrophulariaceae (strupnikovke), dio je tribusa Limoselleae, potporodica Scrophularioideae. 
Postoje 3 priznatie vrste, endemi iz Južne Afrike. Tipična vrsta je jednogodišnja biljka Chenopodiopsis retrorsa iz provincije Western Cape. 

## Opis
Chenopodiopsisi su vrste cvjetnica poznatih po svojim sočnim lišćem otpornim na sol, prilagođenim u sušnim, slanim sredinama. Njihovi mali, mesnati listovi i često raširene stabljike pomažu im u očuvanju vlage i suočavanju s teškim uvjetima tla. Ove biljke obično pokazuju sivkasto-zelenu boju, koja pomaže u smanjenju gubitka vode i reflektira višak sunčeve svjetlosti, što je ključno za preživljavanje u njihovim prirodnim, izazovnim staništima.

## Vrste
1. Chenopodiopsis chenopodioides (Diels) Hilliard
2. Chenopodiopsis hirta (L.f.) Hilliard
3. Chenopodiopsis retrorsa Hilliard